# Psittacanthus elegans
Psittacanthus elegans är en tvåhjärtbladig växtart som beskrevs av Kuijt. Psittacanthus elegans ingår i släktet Psittacanthus och familjen Loranthaceae. Inga underarter finns listade i Catalogue of Life.